# ФК Мито холихок
Мито холихок (јап. 水戸ホーリーホック) јапански је фудбалски клуб из Митоа.

## Име
- ФК Мито (јап. フットボールクラブ水戸, 1994—1996)
- ФК Мито холихок (јап. 水戸ホーリーホック, 1997—)